# 四月馬鹿達の宴
『四月馬鹿達の宴』(しがつばかたちのうたげ)は、西高科学部によって2010年9月3日にフリーウェアとして公開されたRPGツクール2000製のロールプレイングゲームである。

## 概要
作者によると「緩慢な死を迎えつつある世界で繰り広げられる冒険物語」であり、「浮遊感あるグラフィックとタメ撃ち戦闘」が特徴とされる。主人公の「あなた」が「願う力」によって「見つけてほしい」と呼びかける場面から本作は始まる。ストーリーの序盤では、プレイヤーキャラクターであるイツキ・テツロー・マナみの3人が、「曖昧な都」を抜け出して「鉄の国」へと向かうことになる。

## 制作背景
前作『さいはてHOSPITAL』において「やり残したことをやり切ろう」と考え、戦闘システムから先行して制作を開始したという。ストーリーについては、ミヒャエル・エンデ風という方向性だけが漠然と決まっていたに過ぎなかったと述べている。
本作の戦闘システムについては、「頭を使うほど楽チンかつ美しく勝てるようにしつつゴリ押しもできるパランス」を意図したとされ、「意地悪な敵にブチ切れながら悶絶したい人と、意地悪な戦術で敵をハメ殺してニヤニヤしたい人に主にお勧め」とも述べている。
大きな影響を受けたゲームとして『ボクと魔王』をあげており、「RPGのメタ構造を上手くストーリーに取り入れたゲーム」であって「ミヒャエル・エンデに近いものがあると言っていいかもしれ」ないとも述べている。また本作と同様にRPGツクール2000製のゲームである『イストワール』と「ネタがかぶらないようにと思っていたら変に奇を衒った感じになってしまった」とも述べている。

## 戦闘システム
戦闘はコマンド選択式のターン制となっている。プレイヤーキャラクターは前衛1人と後衛2人に分かれて戦い、前衛のコマンド選択時に隊列の変更が可能となっている。前衛のキャラクターは物理攻撃である「ATTACK!」を行うことができ、後衛のキャラクターはMPのチャージを行うことができる。キャラクター固有の技である「SPECIAL」を使用する際にはMPを消費し、そのため前述のチャージによって先にMPを溜めなければ使用できない。敵キャラクターからの攻撃は、全員への攻撃を除けば前衛が対象になることが多い。
また属性の概念が存在しており、主要な属性である「文明」「精霊」「信仰」の3種は三すくみの関係となっている。優位な属性を持つキャラクターの攻撃は2倍のダメージを与えることができ、逆に劣位の属性を持つキャラクターの攻撃は通常の半分しかダメージを与えることができない。そのため戦闘における重要な要素の一つとなっている。

## 評価
ベクターの「新着ソフトレビュー」では、「独特な世界観と、キャラクタ同士のシュールな会話が魅力」と評されている。「世界観、ストーリー、キャラクタのほとんどが謎に満ちた、不条理で不思議な物語」であるが、「一見不条理に見えるストーリーも、ゲームを進めてゆくと、よく作り込まれていることに気づく」とされており、「シュールな笑いあり、謎解き要素あり、歯応えのある戦闘あり。見どころたくさんのRPGとなっている」と評価されている。
窓の杜のコーナー「週末ゲーム」では、「ギャグを交えたユルい会話でどんどんと引き込まれていくストーリーや、属性を考慮しながら戦っていく緊張感のある戦闘が楽しいRPG」とされている。「多彩な個性をもつマップ、練り込まれた戦闘システム、数多くのサブイベント」などによって「知らず知らずのうちにゲームの世界へと引き込まれ行くのが不思議で面白い」と評されている。また「ユルいストーリーがシリアスに変化していくのも大きな見どころ」とされ、「仕掛けがてんこ盛りのRPGだが、そのシステムや世界の全体像がだんたんと見えていくのがとても面白い」とも評されている。
また「週末ゲーム第500回特別企画」では、「RPGで印象深い作品」の一つとしてあげられ「なんだコレ？と思うような世界観ながら、気付くと引き込まれている不思議な作品」とされている。そして「ハチャメチャと思わせながら、最終的にはしっかりと着地するストーリー展開が素晴らしい」と評されている。
インサイドの記事「『良作フリーゲーム』10選」では、「独特な台詞回しが特徴的な、アドベンチャー色の強いRPG」とされている。サブイベントも豊富とされ、また複数のエンディングが用意されキャラクター育成の要素もあることから「やり込みたい人にもうってつけ」の作品と評されている。